# Raymond Roche
Raymond Roche, (Ollioules, departman Var, regija Provansa-Alpe-Azurna obala, Francuska, 21. veljače 1957.), bivši francuski vozač motociklističkih utrka. 

## Uspjesi u prvenstvima
Svjetsko prvenstvo - 500cc
- trećeplasirani: 1984.

Svjetsko prvenstvo - Superbike
- prvak: 1990.
- drugoplasirani: 1991., 1992.
- trećeplasirani: 1989.

Francusko prvenstvo – 500cc Open 
- drugoplasirani: 1983.
- trećeplasirani: 1981., 1982.

### Utrke izdržljivosti
Svjetsko prvenstvo u izdržljivosti za vozače  
- prvak: 1981.

## Vanjske poveznice
- (engl.) worldsbk.com, Raymond Roche
- (engl.) motogp.com, Raymond Roche
- (engl.) highsider.com, Raymond Roche (fotogalerija)